# Lake Bell
Lake Caroline Siegel Bell, född 24 mars 1979 i New York, är en amerikansk skådespelerska, manusförfattare och regissör. Hon är bland annat känd för sin roll som Tipper i What Happens in Vegas.

## Uppväxt
Bell föddes i New York 1979 som dotter till fadern Robin Bell, ägare av ett designföretag, och modern Harvey Siegel. Hon har en äldre bror och två halvsystrar. Bell gick på flera skolor under sin uppväxt, bland annat i New York, Simsbury i Connecticut och Florida. Efter att ha studerat ytterligare en tid i New York flyttade hon till London för att studera vid Rose Brufod College. Här medverkade hon i ett antal teateruppsättningar och stannade i London några år efter sin examen, för att så småningom flytta tillbaka till USA, närmare bestämt Los Angeles. 2013 långfilmsdebuterade Bell som regissör med dramakomedin In a World..., som hon även skrivit manus till samt producerat och spelade huvudrollen i.

## Filmografi
- 2003 – I Love Your Work
- 2004–2006 – Boston Legal (TV-serie)
- 2008 – Pride and Glory
- 2008 – Over Her Dead Body
- 2008 – What Happens in Vegas
- 2009 – It's Complicated
- 2011 – Scream 4
- 2011 – No strings attached
- 2013 – In a World... (även regi, manus och produktion)
- 2014 – Herr Peabody & Sherman (röst)
- 2015 – Man Up
- 2015 – No Escape
- 2015–2018 – BoJack Horseman (TV-serie)
- 2017 – Shot Caller
- 2017 – Home Again – Kärleken flyttar in
- 2019 – Bless this Mess (TV-serie)